# Gareila tenebrosa
Gareila tenebrosa là một loài tò vò trong họ Ichneumonidae.